# Concert d'homenatge a Freddie Mercury

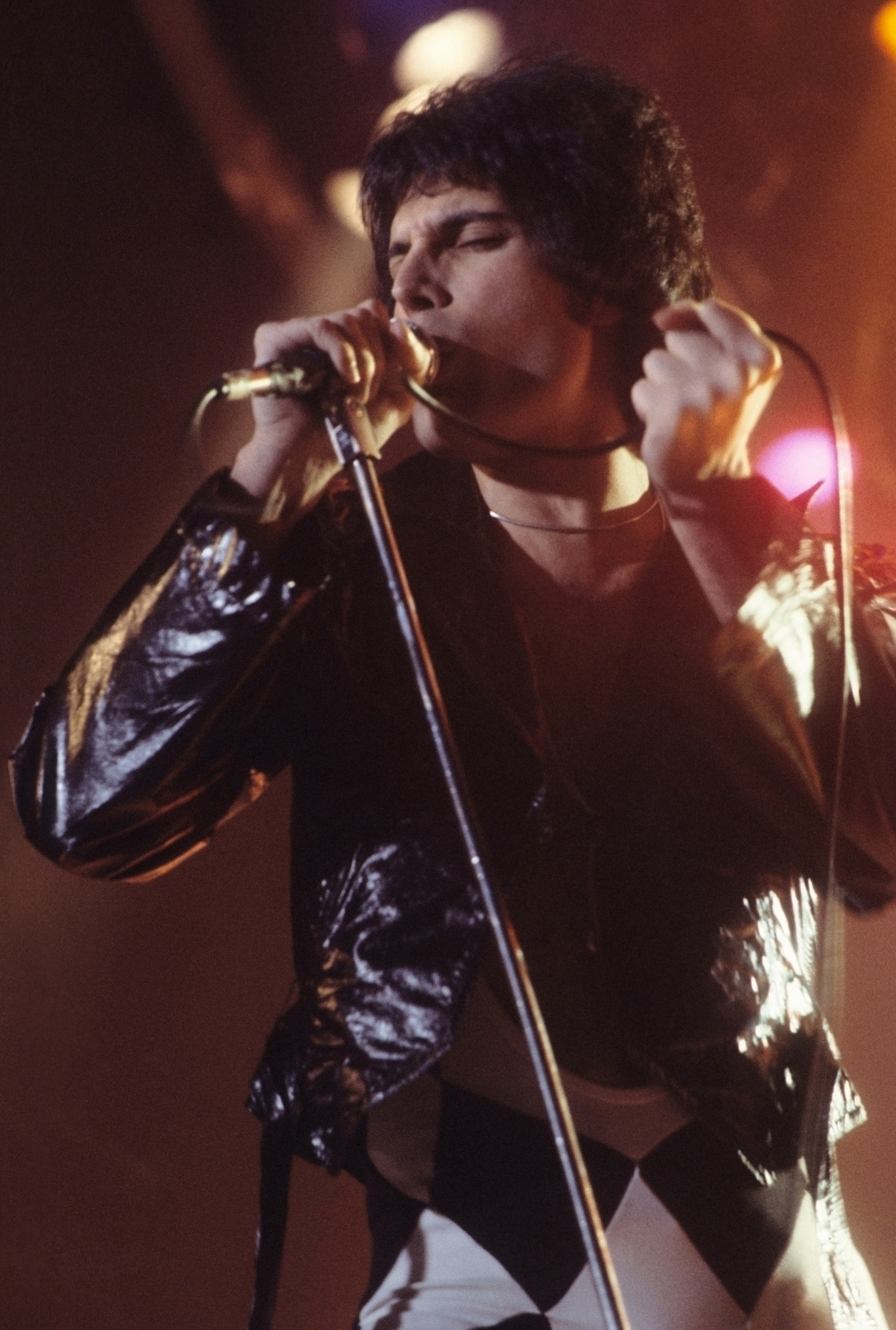
Freddie Mercury

El concert d'homenatge a Freddie Mercury va ser un dels concerts més grans de la història per celebrar la vida, visibilitzar l'homosexualitat i conscienciar sobre el VIH i la sida. Es va celebrar a l'estadi de Wembley de Londres el 20 d'abril de 1992, en memòria del cantant Freddie Mercury (1946-1991), mort de la sida l'anys abans.
El 24 de novembre de 1991, Freddie Mercury va morir a causa de la sida, una malaltia poc coneguda en aquella època.
Els membres vius de Queen, Brian May, John Deacon i Roger Taylor, van decidir organitzar un concert d'homenatge al seu company i amic Freddie Mercury. Era el moment quan els sectors més conservadors i religiosos consideraven la sida era una conseqüència de la promiscuïtat dels gais.
El concert va reunir 72.000 espectadors  a l'estadi i va ser retransmès per ràdio i per televisió a 76 països, on uns estimats mil milions expectadors van guaitar la transmissió en directe. Gràcies a aquest concert es van recaptar aproximadament uns vint milions de lliures. Amb aquest diners, la resta dels membres del grup Queen va crear la fundació Mercury Phoenix Trust.

## Concert
El dilluns 20 d'abril de 1992 es va celebrear el concert a l'estadi de Wembley, Londres. Al capdamunt de l'escenari es va col·locar una figura d'un fénix gegant, el símbol de la fundació Mercury Phoenix Trust contra la sida. En el concert van tocar molts artistes, entre d'altres: Metallica, Def Leppard, Extreme, David Bowie, Elton John, Guns N' Roses, Ian Hunter, Mick Ronson, Seal, George Michael, Roger Daltrey, Robert Plant, Bob Geldof, Tony Iommi, Zucchero Fornaciari, Lisa Stansfield, Liza Minnelli, Annie Lennox, Spinal Tap, Paul Young i Chris Thompson.

### Interpretacions sense Queen
El concert va començar amb la participació de músics influenciat per Queen o admiradors: Metallica, Extreme, Def Leppard i Guns N' Roses. Durant les pauses per canviar l'escenari entre cada cançó, es projectaven videos explicant la vida de Freddie i el seu grup.
- Metallica - Enter Sandman, Sad But True, Nothing Else Matters
- Extreme -Queen Medley (popurri de cançons de Queen), Love of My Life, More Than Words
- Def Leppard - Animal, Let's Get Rocker, Now I'ma Here (amb Brian May)
- Bob Geldof - Too Late God
- Spinal Tap - The Majesty of Rock
- Guns N' Roses - Paradise City, Only Women Bleed (intro), Knockin' on Heaven 's Door
- Elizabeth Taylor - Discurs sobre la prevenció del sida
- Freddie Mercury - Recull de diverses interaccions amb el públic

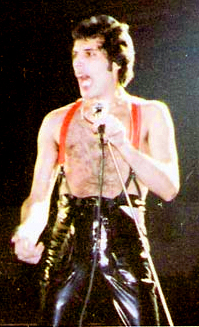
Freddy Mercury en un concert

### Interpretacions amb Queen
En la segona part del concert, els tres membres vius de Queen van interpretar cançons de Queen amb diferents artistes, com Elton John, Roger Daltrey, Tony Iommi, David Bowie, Mick Ronson, James Hetfield, George Michael, Seal, Paul Young, Annie Lennox, Lisa Stansfield, Robert Plant, Joe Elliott, Phil Collen, Axl Rose, Slash i Liza Minnelli.
En una obertura molt potent, Brian May va cantar la primera estrofa de la «Tie your mother down» per després donar pas a Joe Elliott.
- Roger Daltrey Després d'una introducció per part de Brian May i el guitarrista de Black Sabbath Tony Iommi, qui va fer el solo de «Heaven and Hell», i mentre es toca la introducció de «Pinball Wizard», Roger Taylor anuncia Roger Daltrey, el cantant de The Who, que el públic aclama quan entra tot fent el seu gest inconfusible de donar voltes al micròfon subjectant el cable.

- Zucchero Roger Taylor anuncia com a pròxim convidat l'italià Zucchero, a qui el grup té un gran afecte, qui canta una versió de «Les paraules d'amor».

- Gary Cherone Brian May dona la benvinguda a l'escenari a Gary Cherone, qui fa saltar el públic en cantar una enèrgica versió de «Hammer To Fall».

- James Hetfield Després que Roger Taylor crea un gran ambient a la bateria, surt a escena el vocalista de Metallica James Hetfield, qui fa una gran intervenció cantant «Stone Cold Crazy», considerada la primera cançó de thrash metall

- Robert Plant A causa de l'escassa veu i mala afinació, la cançó «Innuendo» no va sortir com s'esperava, No obstant, tot seguit el cantant va posar el públic a ballar amb «Crazy Little Thing Called Love» on destaca la guitarra de May. En la part on es diu «Ready Freddie», el cantant va fer que el públic ho repetís tres vegades, recalcant a qui se li dedicava aquest homenatge.

- Brian May/Spike Edney Un dels moments més emotius, quan Brian May, al teclat, canta amb Spike Edney «Too Much Love Will Kill You».

- Paul Young Brian May anuncia el proper convidat, Paul Young, que canta una versió de «Radio Ga Ga», amb el públic participant en el cor com era el costum en els concerts del grup.

- Seal Un altre moment emotiu és quan Seal canta la cançó «Who Wants To Live Forever».

- Lisa Stansfield Lisa Stansfield surt a l'escenari amb uns rulós i un aspirador en homenatge al video de la cançó «I want to break free».

- David Bowie & Annie Lennox Roger Taylor presenta al públic Annie Lennox, qui amb David Bowie canta el tema «Under Pressure».[4]

- Ian Hunter, David Bowie, Mick Ronson, Joe Elliot, Phil Collen amb «All The Young Dudes», una cançó de Bowie. Després que Annie Lennox surt de l'escenari, Bowie pren el saxofon i presenta Mick Ronson i Ian Hunter. En el recoble d'aquesta cançó entren de nou Joe Elliot i Phil Collen de Def Leppard.[4]

- David Bowie & Mick Ronson
- George Michael Amb una introducció de part de Roger Taylor entra George Michael per cantar una de les cançons més demanades pel públic en els concerts de Queen.

- George Michael & Lisa Stansfield George crida a l'escenari de nou Lisa Stansfield per cantar a duo.

- George Michael canta «Somebody To Love», una de les millors vocalitzacions de la seva carrera. En acabar George dona l'oportunitat al públic on canten «love» saltant a les notes tal com ho feia Freddie; això aconsegueix una gran emoció per als membres restants del grup en especial a Brian.

- Elton John i Axl Rose amb «Bohemian Rhapsody» Després de cantar la primera part de la cançó al piano, després de la part operística, Elton John dona pas a Axl Rose, que amb una enèrgica entrada posa al públic a saltar. Canten el final de la cançó en duo.

- Elton John canta amb Tony Iommi, després d'unes paraules passa a cantar una de les cançons més emotives del grup: «The Show Must Go On».

- Axl Rose surt de nou a l'escenari cantant l'himne del grup, «We Will Rock You», amb una gran participació del públic.

- Liza Minnelli. Brian May va introduir-la, després de donar les gràcies als convidats, dient que només hi havia una persona al món que Freddie estaria orgullós que es presentés aquesta nit, surt a l'escenari Liza Minnelli que mostra un gran afecte per May per després cantar «We Are The Champions». Al final de la cançó entren tot els convidats a l'escenari per cantar el recoble de la cançó.[5]

## Edicions en videocasset VHS i disc DVD
El concert es va distribuir en dos cassets vídeo de VHS, però a causa de les limitacions de temps, les dues últimes cançons interpretades per Extreme, les primeres dues de Def Leppard, i l'aparició de Spinal Tap van ser eliminades de la versió en VHS (juntament amb la interpretació de Robert Plant d'Innuendo, a petició del mateix Plant, que va considerar que la seva actuació va ser molt pobre, ja que va oblidar bona part de la lletra). En l'edició pels Estats Units també es va ometre l'actuació de Bob Geldof («Too Late God») i Zucchero («The Words of Love»).
L'abril de l'any 2002, en el desè aniversari de la Mercury Phoenix Trust, el concert va ser llançat en DVD i va entrar en les llistes de popularitat del Regne Unit al número 1. La versió en DVD ha estat durament criticada, ja que tota la primera part del concert no hi va ser inclosa, així com tampoc, la cançó «Innuendo», respectant la petició de Robert Plant. El concert, que originalment era en format 4:3, va ser editat en widescreen, el que feu que perdés una xic de qualitat respecte l'original. El benefici de les vendes del DVD va ser donat a la mateixa Mercury Phoenix Trust.
El 12 de febrer de 1992, Freddie va rebre a títol pòstum el Premi BRIT per la seva «Excepcional contribució a la música britànica». En la mateixa cerimònia, Queen va guanyar el premi a Millor Senzill de 1991 per la cançó «These Are The Days Of Our Lives». En pujar a l'escenari per recollir el premi, Roger Taylor va anunciar el concert d'homenatge: «Esperem que molts de vostès puguin venir el 20 d'abril a l'estadi Wembley per unir-se a nosaltres en la celebració de la vida i carrera artística de Freddie Mercury».
El 27 de març, quan feia sis anys que Queen havia fet el seu últim concert, els tres supervivents del grup es van tancar per assajar els seus vells hits i les noves cançons que mai havien tocat en directe. Va ser dur tocar sense Freddie, però els era necessari tornar a tocar plegats abans de traslladar-se als Bray Studios per assajar amb els artistes convidats: Elton John, David Bowie, Guns N 'Roses, Metallica, Extreme, Seal, Roger Daltrey, Robert Plant, Def Leppard i Liza Minelli, entre d'altres: «no és Queen, jo no crec que sigui Queen. Som nosaltres tres i un munt de gent, tots units per fer alguna cosa amb el catàleg de Queen, i específicament enfocat a la part que Freddie va tenir-hi (Brian)».
L'any de la mort de Freddie va ser l'any amb més morts per sida. Si bé a partir de llavors va poder millorar la vida d'aquests malalts, per en Freddie no va arribar a temps.